# Michael Krmenčík
Michael Krmenčík (* 15. března 1993 Kraslice) je český profesionální fotbalista, který hraje na pozici útočníka za český klub 1. FC Slovácko. Mezi lety 2016 a 2021 odehrál také 35 utkání v dresu české reprezentace, ve kterých vstřelil 9 branek.

## Klubová kariéra
Svoji fotbalovou kariéru začal v klubu TJ Kraslice. Následně nastupoval za mládežnické výběry Baníku Sokolov a Viktorie Plzeň.

### Viktoria Plzeň
V létě 2011 se propracoval do prvního mužstva. V A-týmu debutoval pod trenérem Pavlem Vrbou v ligovém utkání 24. kola hraném 15. dubna 2011 proti Příbrami (výhra 3:0), když v 88. minutě vystřídal Milana Petrželu. V sezoně 2010/11 získal s týmem mistrovský titul.
Dne 22. července 2011 nastoupil k zápasu o český Superpohár, který Plzeň na domácím stadionu vyhrála nad Mladou Boleslaví až na pokutové kopy 4:2 (po 90 minutách byl stav 1:1, prodloužení se v tomto utkání nehrálo). V podzimní části sezóny nenastoupil Krmenčík do jediného soutěžního utkání, a tak požádal klub o svolení k odchodu na hostování.

#### Baník Sokolov (hostování)
V únoru 2012 se vrátil formou hostování do sokolovského Baníku. Za tým hrál půl roku ve druhé nejvyšší soutěži. Nastoupil k 12 ligovým střetnutím, ve kterých se jednou gólově prosadil.

#### Čáslav (hostování)
V létě 2012 odešel Krmenčík na roční hostování do jiného druholigového mužstva, konkrétně do FK Čáslav. Během sezóny 2012/13 vstřelil jednu branku ve 20 ligových zápasech.

#### Vlašim (hostování)
V létě 2014 se Krmenčík přesunul do Vlašimi, do druholigového klubu odešel na půlroční hostování. Během podzimu odehrál celkem 12 ligových utkání, v nichž jednou rozvlnil síť soupeřovy branky.

#### Baník Ostrava (hostování)
V lednu 2014 byl na testech v prvoligovém Baníku Ostrava. Na zkoušce uspěl a zamířil do týmu na půlroční hostování. Premiérový gól v české nejvyšší soutěži dal 26. dubna 2014 v utkání s FK Dukla Praha (výhra 2:0). S Baníkem bojoval o záchranu v 1. lize, která se zdařila. Skóroval dvakrát v 11 ligových utkáních.

#### Dukla Praha (hostování)
Před sezonou 2014/15 odešel hostovat do pražské Dukly. V dresu pražského klubu nastupoval pravidelně v podzimní části sezóny, ve 14 zápasech vstřelil tři branky. Na jaro ale nenastoupil do jediného utkání kvůli zranění.
V létě 2015 bylo jeho hostování prodlouženo, ale již na konci kalendářního roku 2015 se předčasně vrátil do Viktorie. Za Duklu nastoupil celkem k 25 střetnutím v lize a dal v nich osm branek.

#### Sezóna 2015/16
Krmenčík se v lednu 2016 vrátil do plzeňské Viktorie. V jarní části sezony nastoupil k několika utkáním jako střídající hráč. 24. dubna 2016 vstřelil ve šlágru 26. kola proti pražské Spartě své první dvě branky v sezoně a zároveň i v dresu Viktorky. Při první gólu unikl soupeřovým obráncům a přeloboval brankáře Bičíka, druhou branku dal obdobně. Západočeši v utkání získali tři body a měli po tomto zápase na prvním místě jedenáctibodový náskok na druhou Spartou. V ročníku 2015/16 získal tři kola před konce sezony s Viktorkou mistrovský titul, klub dokázal ligové prvenství poprvé v historii obhájit.

#### Sezóna 2016/17
Krmenčík vstřelil rozdílový gól na konečných 1:1 v odvetě 3. předkola Ligy mistrů UEFA 2016/17 na půdě ázerbájdžánského Karabachu (hrálo se v Baku), který znamenal postup do 4. předkola LM a jistou podzimní účast Plzně v evropských pohárech. 4. předkolo Západočeši proti bulharskému PFK Ludogorec Razgrad výsledkově nezvládli (prohra 0:2 a remíza 2:2) a museli se spokojit s účastí ve skupinové fázi Evropské ligy UEFA. Viktorka byla nalosována do základní skupiny E společně s AS Řím (Itálie), Austria Vídeň (Rakousko) a FC Astra Giurgiu (Rumunsko).
V prvním kole se Viktoria střetla 15. září 2016 na domácí půdě s AS Řím (remíza 1:1). Krmenčík na hřiště přišel v 78. minutě, když vystřídal Michala Ďuriše. K dalšímu zápasu základní skupiny cestovala Plzeň 29. září 2016 do Rakouska, kde se střetla s Austrií Vídeň. Krmenčík přišel na hrací plochu v 66. minutě namísto Marka Bakoše, střetnutí skončilo bezbrankovou remízou. 20. října 2016 odehrál na domácí půdě posledních 25 minut proti Astře Giurgiu, utkání skončilo 1:2. V Odvetě hrané 3. listopadu 2016 na hřišti Astry vyrovnával ve 25. minutě na konečných 1:1. V dalším střetnutí Plzeň definitivně ztratila naději na postup, když podlehla římskému AS v poměru 1:4. Z výhry se Západočeši radovali až v posledním střetnutí hraném 8. prosince 2016, kdy před domácím publikem otočili zápas proti Austrii Vídeň z 0:2 na 3:2, přestože od 18. minuty hráli oslabeni o jednoho hráče. Plzeň touto výhrou ukončila 14 zápasovou sérii bez vítězství v Evropské lize. Viktoria skončila v základní skupině na nepostupovém třetím místě.
V ligové soutěži patřil Krmenčík ke klíčovým hráčům plzeňského klubu, vstřelil 10 branek a přidal 3 asistence ve 26 ligových zápasech a pomohl Viktorii ke konečné druhé příčce. V listopadu 2016 byl Krmenčík poprvé povolán do české reprezentace.

#### Sezóna 2017/18
Krmenčík se střelecky prosadil v obou zápasech třetího předkola Ligy mistrů proti rumunskému klubu FCSB, na postup Plzně to ovšem nestačilo (výsledky 2:2 a 1:4). V odvetném utkání obdržel Krmenčík červenou kartu a dostal za vyloučení trest na tři pohárové zápasy. V domácí ligové soutěži patřil Krmenčík mezi nejlepší střelce, v září byl zvolen nejlepším hráčem soutěže, když vstřelil 4 branky ve třech utkáních. V říjnu dostal Krmenčík společně s útočníkem Mladé Boleslavi Janem Chramostou poprvé v historii tresty za simulování v českém profesionálním fotbale. 2. listopadu dvěma brankami a asistenci rozhodl o výhře 4:1 nad švýcarským Luganem v utkání základní skupiny Evropské ligy. Na konci listopadu prodloužil svůj kontrakt s Plzní do roku 2021. Po podzimní části sezóny byl Krmenčík na průběžné druhé příčce v anketě Zlatý míč pro nejlepšího fotbalistu České republiky za brankářem Petrem Čechem.
Dne 22. února 2018 vstřelil Krmenčík branku v šestnáctifinále Evropské ligy proti srbskému Partizanu a pomohl k postupu do další fáze soutěže. 26. května, v posledním kole ligové sezóny, zaznamenal Krmenčík hattrick v utkání proti pražské Dukle a s 16 góly se poprvé v kariéře stal nejlepším kanonýrem první ligy. V sezóně vstřelil dohromady 22 branek ve 34 soutěžních utkáních a pomohl Viktorii Plzeň k zisku mistrovského titulu.

#### Sezóna 2018/19
V létě 2018 byl Krmenčík spojován s odchodem do zahraničí, zájem o jeho služby měl údajně francouzský klub Girondins Bordeaux. Český útočník se však rozhodl zůstat v Plzni. Krmenčík začal sezónu 2018/19 ve skvělé formě, v úvodních šesti kolech vstřelil sedm branek a i díky němu byla Plzeň na průběžné první příčce ligové tabulky. Dne 19. září 2018 vstřelil Krmenčík dvě branky v utkání základní skupiny Ligy mistrů proti CSKA Moskva a pomohl k zisku bodu za remízu 2:2, za svůj výkon byl odměněn zařazením do ideální sestavy úvodního kola Ligy mistrů. 28. října utrpěl v ligovém utkání se Slováckem vážné zranění kolena a předčasně mu skončila sezona. V lednu 2019 byl blízko přestupu do belgických Brugg, z odchodu do zahraničí ovšem nakonec sešlo.

#### Sezóna 2019/20
Krmenčík se na ligový trávník po zranění vrátil v utkání prvního kola nové sezóny, když se objevil v základní sestavě utkání proti Sigmě Olomouc. 27. července dvěma brankami rozhodl o výhře 3:2 nad Karvinou. O dva týdny později vstřelil dvě branky v utkání třetího předkola Evropské ligy proti belgickému klubu Royal Antwerpy, na postup do dalšího předkola to ale nestačilo. 20. října přispěl gólem k výhře 3:0 nad Baníkem Ostrava; šlo o jeho 50. gól v české nejvyšší soutěži. V lize patřil Krmenčík opět mezi nejlepší ligové střelce, během podzimní části sezóny vstřelil 10 branek ve 20 utkáních.
V dresu plzeňské Viktorie odehrál Krmenčík 124 soutěžních utkání, v nichž vstřelil 62 branek.

### Club Brugge
V lednu roku 2020 přestoupil Krmenčík do belgického klubu Club Brugge KV, hrající nejvyšší belgickou ligu. Jednalo se o Krmenčíkovo první zahraniční angažmá. V dresu Brugg Krmenčík debutoval 2. února v ligovém utkání proti Antverpám.  Následně si Krmenčík vybojoval místo v základní sestavě, nastoupil dohromady do sedmi soutěžních utkání předtím, než byla v březnu kvůli pandemii covidu-19 přerušena belgická nejvyšší soutěž. V květnu si kluby belgické ligy definitivně odhlasovaly předčasné ukončení sezony a Krmenčík získal s Bruggami mistrovský titul.
V říjnu 2020 byla u něj, stejně jako u dalších dvou hráčů a manažera Brugg, potvrzena nákaza nemocí covid-19, kvůli níž musel vynechat utkání základní skupiny Ligy mistrů proti Zenitu Petrohrad. Stalo se tak krátce poté, co byl Krmenčík mimo hru kvůli zranění. Krmenčík vstřelil svůj první gól v dresu Brugg v pátém kole nové sezóny, když přispěl k výhře 4:1 nad Waasland-Beveren. O týden později vstřelil další dvě branky v ligovém utkání, tentokrát při výhře 6:0 na půdě Zulte-Waregem. V dresu Brugg nastoupil i do tří utkání základní skupiny Ligy mistrů, branku ovšem nevstřelil. Ke konci kalendářního roku přišel Krmenčík o místo v základní sestavě belgického klubu.

#### PAOK (hostování)
V lednu 2021 odešel Krmenčík na půlroční hostování s opcí do řeckého klubu PAOK Soluň. V řecké nejvyšší soutěži debutoval 7. ledna při prohře 2:3 s Atromitosem Athény. O tři dny později se poprvé střelecky prosadil v dresu PAOKu a pomohl k výhře 3:1 nad Volosem. Krmenčík patřil ke klíčovým hráčům PAOKu v jarní části sezóny, v lize vstřelil 4 branky ve 22 zápasech a dařilo se mu zejména v řeckém poháru, střelecky se prosadil v semifinále proti AEK Athény při výhře 2:1 a branku dal i ve vítězném finále proti Olympiakosu.

#### Slavia Praha (hostování)
V létě 2021 vyjádřil Krmenčík přání vrátit se zpátky do Česka, jednal o angažmá s pražskou Spartou i Slavií. V červenci se Krmenčík dohodl na roční hostování s opcí se Slavií. V dresu Slavie debutoval 26. srpna v utkání čtvrtého předkola Evropské ligy proti polské Legii Warszawa. V lize si odbyl svůj debut o tři dny později, když nastoupil do zápasu proti Karviné. 19. září vstřelil svůj první gól v novém angažmá, a to při výhře 5:1 nad Bohemians 1905. Ke konci podzimní části sezóny vypadl Krmenčík ze základní sestavy trenéra Jindřicha Trpišovského. Na jaro odehrál jen jedno soutěžní utkání, v únoru si totiž přetrhl vazy v kotníku a předčasně pro něj skončila sezóna.

### Persija Jakarta
Krmenčík v létě 2022 přestoupil z Brugg do Persije Jakarta. S indonéským celkem podepsal tříletou smlouvu. V týmu se potkal s bývalým spoluhráčem ze Slavie stoperem Ondřejem Kúdelou. V asijském fotbale si odbyl svůj debut 23. července a v dresu jakartského klubu pravidelně nastupoval v základní sestavě. Během sezóny 2022/23 nastoupil dohromady do 23 ligových zápasů, v nichž vstřelil 10 branek a pomohl klubu k druhému místu v lize. Své angažmá v Indonésii předčasně ukončil po jednom roce.

### Apollon Limassol
Krmenčík jako volný hráč v červnu 2023 posílil kyperský celek Apollon Limassol. S kyperským mužstvem dohodl na dvouleté smlouvě s opcí. V kyperské nejvyšší soutěži odehrál Krmenčík své první utkání 19. srpna, když nastoupil do zápasu proti Othellos Athienou jako střídající hráč. Své první dvě (a zároveň jediné) branky v dresu Apollonu Krmenčík vstřelil 2. prosince při remíze 2:2 s Ethnikosem. Krmenčík v sezóně 2023/24 odehrál 29 soutěžních utkání, v nichž vstřelil 2 branky. S kyperským celkem v srpnu 2024 předčasně rozvázal smlouvu.

### Slovácko
Dne 14. srpna 2024 se Krmenčík opět vrátil do české nejvyšší soutěže, jako volný hráč podepsal smlouvu se Slováckem.

## Reprezentační kariéra

### Mládežnické výběry
Prošel českými mládežnickými reprezentacemi U18, U19, U20 a U21.
V týmu do 21 let debutoval pod trenérem Jakubem Dovalilem 15. listopadu 2013 proti Kypru a při své premiéře vstřelil gól. ČR porazila středomořského soupeře 3:0.

### A-mužstvo
V listopadu 2016 jej trenér Karel Jarolím nominoval do A-mužstva České republiky. Debutoval 11. listopadu 2016 v domácím kvalifikačním utkání v pražské Eden Aréně proti reprezentaci Norska (výhra 2:1), v němž vstřelil úvodní gól. Dostal přednost v základní sestavě před Milanem Škodou a Patrikem Schickem.

### Reprezentační zápasy a góly
Zápasy Michaela Krmenčíka v A-týmu české reprezentace
| Rok    | Zápasy | Góly |
| ------ | ------ | ---- |
| 2016   | 2      | 1    |
| 2017   | 9      | 5    |
| 2018   | 8      | 2    |
| 2019   | 4      | 0    |
| 2020   | 3      | 1    |
| 2021   | 9      | 0    |
| Celkem | 35     | 9    |

Góly Michaela Krmenčíka v A-týmu české reprezentace
| Gól | Datum        | Stadion                                          | Soupeř     | Skóre (min.) | Výsledek | Soutěž                     |
| --- | ------------ | ------------------------------------------------ | ---------- | ------------ | -------- | -------------------------- |
| 010 | 11. 11. 2016 | Eden Aréna, Praha, Česko                         | Norsko     | 01:0 00(11.) | 2:1      | kvalifikace na MS 2018     |
| 02  | 22. 3. 2017  | Městský stadion, Ústí nad Labem, Česko           | Litva      | 03:0 00(79.) | 3:0      | přátelské utkání           |
| 03  | 26. 3. 2017  | Stadio Olimpico, Serravalle, San Marino          | San Marino | 05:0 00(43.) | 0:6      | kvalifikace na MS 2018     |
| 04  | 6. 6. 2017   | Stadion krále Baudouina, Brusel, Belgie          | Belgie     | 01:1 00(29.) | 2:1      | přátelské utkání           |
| 05  | 8. 10. 2017  | Doosan Arena, Plzeň, Česko                       | San Marino | 01:0 00(8.)  | 5:0      | kvalifikace na MS 2018     |
| 06  | 8. 10. 2017  | Doosan Arena, Plzeň, Česko                       | San Marino | 02:0 00(23.) | 5:0      | kvalifikace na MS 2018     |
| 07  | 26. 3. 2018  | Guangxi Sports Centre Stadium, Nan-ning, Čína    | Čína       | 03:1 00(62.) | 1:4      | Čínský pohár 2018          |
| 08  | 13. 10. 2018 | City Arena Trnava, Trnava, Slovensko             | Slovensko  | 01:0 00(52.) | 1:2      | Liga národů UEFA 2018/2019 |
| 09  | 4. 9. 2020   | Národný futbalový štadión, Bratislava, Slovensko | Slovensko  | 03:1 00(86.) | 1:3      | Liga národů UEFA 2020/2021 |

## Kontroverze
Michael Krmenčík byl po dobu svého působení v Plzni často kritizován za simulování. V roce 2017 byl společně s Janem Chramostou prvním prvoligovým hráčem disciplinárně potrestaným za toto chování. Byla mu udělena pokuta 40 tis. Kč za jeho pád při utkání proti Zlínu. Hráč nezávisle na tomto trestu již před tím řekl, že tento nešvar je jednou z jeho slabin a měl by si na něj více dávat pozor.
Brzy ráno 20. května 2019 došlo v Praze 9 k nehodě vozidla v Krmenčíkově vlastnictví. Vozidlo při ní poškodilo 4 zaparkovaná auta. Po nehodě se vyrojily spekulace, že auto řídil Krmenčík a na místo nehody byla dovezena jeho manželka, která se měla k řízení posléze přiznat. Podle vyšetřování policie ale vozidlo skutečně řídila fotbalistova žena.
V říjnu 2021 se Krmenčík po utkání proti Olomouci přidal k fanouškům Slavie Praha, kteří skandovali vulgární pokřik proti Plzni, kde dlouhá léta působil. Reprezentační útočník se později svému někdejšímu klubu na sociální síti omluvil.
V prosinci 2022 v utkání indonéské ligy plivl Krmenčík do obličeje kapitánovi soupeřova mužstva a dostal žlutou kartu. Obránce Diego Michiels, který na českého útočníka plivl jako první, ho udeřil do tváře a byl vyloučen. Krmenčík si kvůli plivnutí na protihráče nezahrál v indonéské lize šest zápasů a navíc musel zaplatit pokutu 10 milionů rupií (v přepočtu zhruba 15.000 korun).